# Лаксемберг (тауншип, Миннесота)
Лаксемберг (англ. Luxemburg) — тауншип в округе Стернс, Миннесота, США. На 2000 год его население составило 689 человек.

## География
По данным Бюро переписи населения США площадь тауншипа составляет 92,7 км², из которых 92,7 км² занимает суша, а 0,7 км² — вода (0,78 %).

## Демография
По данным переписи населения 2000 года здесь находились 689 человек, 213 домохозяйств и 172 семьи. Плотность населения —  7,5 чел./км². Расовый состав населения: 98,55 % белых, 0,15 % афроамериканцев, 0,29 % коренных американцев и 1,02 % приходится на две или более других рас. Испанцы или латиноамериканцы любой расы составляли 0,15 % от популяции тауншипа.
Из 213 домохозяйств в 42,3 % воспитывались дети до 18 лет, в 75,6 % проживали супружеские пары, в 2,8 % проживали незамужние женщины и в 18,8 % домохозяйств проживали несемейные люди. 13,6 % домохозяйств состояли из одного человека, при том 3,3 % из — одиноких пожилых людей старше 65 лет. Средний размер домохозяйства — 3,23, а семьи — 3,64 человека.
30,5 % населения — младше 18 лет, 9,6 % — в возрасте от 18 до 24 лет, 29,2 % — от 25 до 44, 24,2 % — от 45 до 64, и 6,5 % — старше 65 лет. Средний возраст — 34 года. На каждые 100 женщин приходилось 120,8 мужчин. На каждые 100 женщин старше 18 приходилось 115,8 мужчин.
Средний годовой доход домохозяйства составлял 57 083 доллара, а средний годовой доход семьи —  62 375 долларов. Средний доход мужчин —  28 295  долларов, в то время как у женщин — 21 316. Доход на душу населения составил 20 067 долларов. За чертой бедности находились 5,5 % семей и 5,9 % всего населения тауншипа, из которых 9,5 % младше 18 лет.